# Sven Hellquist
Sven Erik Hellquist, född den 8 november 1916 i Julita, Södermanland, död 21 mars 1997 i Katrineholm, var en svensk målare och tecknare.

Han var son till lantarbetaren Erik Hellquist och Jenny Pettersson och från 1948 gift med Ingrid Nordlund. Hellquist studerade vid Edward Berggrens målarskola i Stockholm 1937-1939 och vid Académie Julian i Paris 1938-1939 samt under studieresor till Italien och Spanien. Separat ställde han bland annat ut på Galerie Acté i Stockholm samt i Eskilstuna och Arboga, han medverkade i ett stort antal samlingsutställningar runt om i landet. Han har målat stadsmotiv och djurtavlor, ofta med hästar. Hellquist är representerad vid Eskilstuna konstmuseum.
Sven Hellqvist, som han på senare år stavade sitt namn, är far till konstnärerna Anders Hellqvist och Karin Hellqvist samt till Erik Hellqvist, tidigare kommunchef i Katrineholms kommun.